# (600) Musa
(600) Musa es un asteroide perteneciente al cinturón de asteroides descubierto por Joel Hastings Metcalf el 14 de junio de 1906 desde el observatorio de Taunton, Estados Unidos.

## Designación y nombre
Musa recibió al principio la designación de 1906 UM.
Más tarde fue nombrado por las musas, unas diosecillas de la mitología griega.

## Características orbitales
Musa está situado a una distancia media del Sol de 2,66 ua, pudiendo acercarse hasta 2,512 ua. Su inclinación orbital es 10,2° y la excentricidad 0,05539. Emplea en completar una órbita alrededor del Sol 1584 días.